# Сребърново
Сребърново или Сребреново е бивше село в Република Албания в областта Голо бърдо, община Либражд, област Елбасан.

## География
Селото се намирало в южната част на Голо бърдо, в подножието на върха Градище, западно от Стеблево.

## История
Според статистиката на Васил Кънчов („Македония. Етнография и статистика“) в 1900 година в Сребърново живеят 30 души арнаути мохамедани. Според Миленко Филипович, който пише в 1940 година, обаче селото не съществува отдавна. В Стеблево е запазено предание за изселване в Италия. Изчезването на селото обаче не е отразено в турския кадастър и затова много стеблевци плащали данък като живеещи в Сребърново.